# Premna odorata
Premna odorata är en kransblommig växtart som beskrevs av Francisco Manuel Blanco. Premna odorata ingår i släktet Premna och familjen kransblommiga växter. Inga underarter finns listade i Catalogue of Life.